# Diocesi di Katsina-Ala
La diocesi di Katsina-Ala (in latino: Dioecesis Katsinensis-Alensis) è una sede della Chiesa cattolica in Nigeria suffraganea dell'arcidiocesi di Abuja. Nel 2021 contava 209.900 battezzati su 290.371 abitanti. È retta dal vescovo Isaac Bunde Dugu.

## Territorio
La diocesi comprende i distretti civili di Katsina-Ala, Logo e Ukum nello stato nigeriano di Benue.
Sede vescovile è la città di Katsina-Ala, dove si trova la cattedrale di San Gerardo Maiella.
Il territorio è suddiviso in 34 parrocchie, raggruppate in 5 decanati.

## Storia
La diocesi è stata eretta il 29 dicembre 2012 con la bolla Fidem intuentes di papa Benedetto XVI, ricavandone il territorio dalla diocesi di Makurdi.

## Cronotassi dei vescovi
Si omettono i periodi di sede vacante non superiori ai 2 anni o non storicamente accertati.
- Peter Iornzuul Adoboh † (29 dicembre 2012 - 14 febbraio 2020 deceduto)
  - Sede vacante (2020-2022)[3]
- Isaac Bunde Dugu, dal 9 aprile 2022

## Statistiche
La diocesi nel 2021 su una popolazione di 290.371 persone contava 209.900 battezzati, corrispondenti al 72,3% del totale.
| anno | popolazione | popolazione | popolazione | presbiteri | presbiteri | presbiteri | presbiteri                | diaconi | religiosi | religiosi | parrocchie |
| anno | battezzati  | totale      | %           | numero     | secolari   | regolari   | battezzati per presbitero | diaconi | uomini    | donne     | parrocchie |
| ---- | ----------- | ----------- | ----------- | ---------- | ---------- | ---------- | ------------------------- | ------- | --------- | --------- | ---------- |
| 2012 | 338.497     | 676.000     | 50,1        | 32         | 32         |            | 10.578                    |         |           | 8         | 18         |
| 2013 | 346.000     | 691.000     | 50,1        | 32         | 32         |            | 10.812                    |         |           | 8         | 18         |
| 2016 | 195.600     | 271.264     | 72,1        | 59         | 55         | 4          | 3.315                     |         | 4         | 6         | 15         |
| 2019 | 214.175     | 296.375     | 72,3        | 72         | 64         | 8          | 2.974                     |         | 8         | 8         | 33         |
| 2021 | 209.900     | 290.371     | 72,3        | 69         | 62         | 7          | 3.042                     |         | 7         | 6         | 34         |